# Stati Uniti sud-orientali
Gli Stati Uniti sud-orientali (in inglese Southeastern United States o, più semplicemente Southeast) è la porzione più a est degli Stati Uniti meridionali.
Sebbene l'esatta definizione del Sud-est degli Stati Uniti sia alquanto vaga, variando in funzione delle fonti, gli Stati che sono quasi sempre inclusi nella lista sono:
- Alabama (AL)
- Florida (FL)
- Georgia (GA)
- Mississippi (MS)
- Carolina del Nord (NC)
- Carolina del Sud (SC)
- Tennessee (TN)

Lo United States Census Bureau non ha una definizione per questa regione. Dal canto loro ciascuna azienda o organizzazione che necessita di suddividere gli Stati Uniti, adotta criteri propri per individuarla . Per quanto riguarda il senso comune delle persone, di solito concepiscono solo l'idea di Sud degli Stati Uniti.
Spesso con "sud-est" si designa l'area che gravita intorno alla metropoli di Atlanta. (Vedi anche Interstate 85) Il Texas, però, ha aree urbane ancora più ampie di Atlanta e gran parte della Louisiana (LA) e dell'Arkansas (AR) è più legata alle città del Texas che non ad Atlanta. La Virginia (VA) fa, invece, riferimento all'Area metropolitana di Washington (DC). Per quanto riguarda la Florida, sebbene l'area metropolitana di Miami sia pressoché equivalente a quella di Atlanta (oltre che culturalmente distinta), lo Stato è assimilato al sud-est perché è l'unica regione adiacente.

## Esempi
Di seguito sono elencati alcuni esempi di origine molto diversa (sport, religione, ecc.) nei quali è utilizzata la dicitura "Sud-est" (Southeast o Southestern). In colonna ci sono i vari stati interessati ed è segnata la corrispondenza quando presente.
| Organizzazione                                        | AL    | AR | FL    | GA | KY | LA | MS | NC | SC | TN    | VA/DC |
| ----------------------------------------------------- | ----- | -- | ----- | -- | -- | -- | -- | -- | -- | ----- | ----- |
| Southeastern Conference (NCAA)                        | x     | x  | x     | x  | x  | x  | x  |    | x  | x     |       |
| Southeast Conference (Chiesa Unita di Cristo)         | parte |    | parte | x  |    |    | x  |    | x  | parte |       |
| Southeast Conservative Baptist (Chiesa Battista)      | x     |    | x     |    | x  |    |    |    | x  |       |       |
| Southeast Division (NBA)                              |       |    | x     | x  |    |    |    | x  |    |       | x     |
| Southeast Division (NHL)                              |       |    | x     | x  |    |    |    | x  | x  |       | x     |
| Southeast High Speed Rail Corridor (Rete ferroviaria) | x     |    | x     | x  |    |    |    | x  | x  |       | x     |

## Principali aree metropolitane
| Pos. | Area Metropolitana                    | Popolazione | Stato/i                            |
| ---- | ------------------------------------- | ----------- | ---------------------------------- |
| 1    | Miami-Fort Lauderdale-West Palm Beach | 5 422 200   | Florida                            |
| 2    | Atlanta-Sandy Springs-Marietta        | 5 249 121   | Georgia                            |
| 3    | Tampa-Saint Petersburg-Clearwater     | 2 589 637   | Florida                            |
| 4    | Orlando-Kissimmee                     | 1 997 437   | Florida                            |
| 5    | Charlotte-Gastonia                    | 1 521 278   | Carolina del Nord/Carolina del Sud |
| 6    | Nashville-Davidson-Murfreesboro       | 1 498 836   | Tennessee                          |
| 7    | Raleigh-Durham                        | 1 467 434   | Carolina del Nord                  |
| 8    | Jacksonville                          | 1 348 381   | Florida                            |
| 9    | Memphis                               | 1 260 905   | Tennessee                          |
| 10   | Birmingham-Hoover                     | 1 100 019   | Alabama                            |

- Le stime sono riferite al 2005.